# Il sergente Carver
Il sergente Carver (The Texas Rangers) è un film del 1951 diretto da Phil Karlson.
È un film western statunitense ambientato nel 1874 in Texas con George Montgomery, Gale Storm e Jerome Courtland. Nel 1965 ne è stato prodotto un remake, I pistoleri maledetti. È liberamente ispirato alle gesta del fuorilegge Sam Bass (1851-1878) (apparso come personaggio in diversi lungometraggi).

## Produzione
Il film, diretto da Phil Karlson su una sceneggiatura di Richard Schayer e un soggetto di Frank Gruber, fu prodotto da Bernard Small per la Edward Small Productions e girato nel ranch di Corriganville a Simi Valley, nell'Iverson Ranch a Chatsworth, e nei pressi della Sierra Railroad, Jamestown, in California, dal 18 agosto al 2 settembre 1950.

## Distribuzione
Il film fu distribuito con il titolo The Texas Rangers negli Stati Uniti nel giugno del 1951 al cinema dalla Columbia Pictures.
Altre distribuzioni:
- nelle Filippine il 6 maggio 1952
- in Svezia il 19 maggio 1952 (Texas vargar)
- in Germania Ovest il 1º gennaio 1953 (Grenzpolizei in Texas)
- in Danimarca il 14 agosto 1953 (Texas' ridende politi)
- in Austria nell'ottobre del 1953 (Grenzpolizei in Texas)
- in Portogallo il 23 maggio 1955
- in Brasile (O Manto da Morte)
- in Italia (Il sergente Carver)
- in Grecia (Tyhodioktai tou Texas)